# 林智堅論文抄襲案

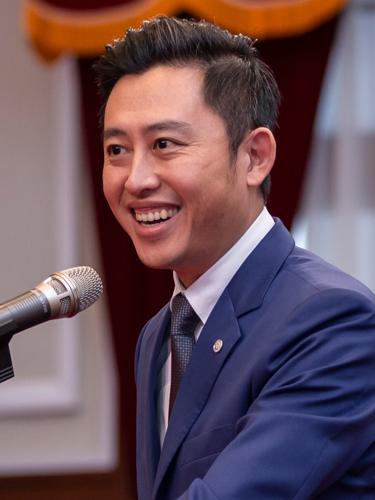
林智堅（攝於2020年）

林智堅論文抄襲案是臺灣歷史上的一起学术腐败事件。2022年7月，自中華大學科技管理學系、國立臺灣大學國家發展研究所畢業，擁有兩個硕士學位，宣布將投入桃園市市長選舉而甫辭去新竹市市長職務的政治人物林智堅，先後被王鴻薇等人檢舉其撰寫的兩份碩士學位論文抄襲。中華大學與臺大分別組成學術倫理審議委員會討論後，都認定林智堅的論文涉及抄襲，違反學術倫理，撤銷碩士學位。林智堅因為抄襲涉及著作權問題，還被提起民事侵權與刑事訴訟。
被檢舉的林智堅曾經擔任過新竹市議會議員、新竹市市長，被視為民主進步黨青年世代明日之星。這起違反學術倫理的爭議，對林智堅所屬民主進步黨在2022年九合一選舉的選情造成負面影響。

## 背景
民主進步黨籍的林智堅，在擔任同黨立法委員柯建銘助理時，赴中華大學科技管理學系研究所修讀碩士學位。他的碩士學位論文《以TCSI模式評估國內某科學園區之週邊居民滿意度》由賀力行指導撰寫，在2008年7月完成口試。另外，2008年4月，賀力行、林智堅及王明郎（其中一位口試委員）3人曾共同報名參加「管理策略與經濟發展學術研討會」，聯名發表〈以TCSI模式評估新竹科學工業園區之民眾滿意度〉的文章。
後來，林智堅2013年新竹市議員任內，又赴國立台灣大學國家發展研究所進修，當選新竹市市長後，在教授陳明通指導下撰寫碩士論文《三人競選之中槓桿者的政治社會基礎及其影響：以2014新竹市長選舉為例》，2017年1月口試通過。
2022年中旬，林智堅宣布參選桃園市長後，中國國民黨籍政治人物王鴻薇召開記者會、指控林智堅學位論文有抄襲疑慮。論文抄襲與否被視為選舉議題，各方評論的立場大多受到政黨立場影響。

## 中華大學論文

### 提出檢舉
林智堅在2018年參加2018年新竹市長選舉期間，就有網民討論他的中華大學碩士學位學歷，但沒有引起大回響。2020年中華民國總統選舉期間，時代力量立法委員徐永明曾經指控林智堅中華大學碩士學位論文涉及抄襲，林智堅與指導教授賀力行早已澄清、否認。不過，時代力量駁斥林智堅的說法，說明2020年7月記者會是指控立法委員鄭正鈐博士論文涉嫌抄襲，絲毫未提及林智堅。
2022年7月5日，中國國民黨籍台北市議員王鴻薇召開記者會，指控林智堅中華大學碩士論文涉嫌抄襲。她指控林智堅抄襲了2007年新竹科學園區委託中華大學辦理研究標案「以TCSI模式評估新竹科學園區之民眾滿意度」期末報告《以TCSI模式評估新竹科學工業園區之週邊居民滿意度》（由李友錚、王明郎署名）。王鴻薇希望中華大學妥善調查，並建議林智堅主動「退回」學位。7月6日，王鴻薇再跟桃園市議員參選人凌濤共同召開記者會宣布，又發現林智堅中華大學論文疑似抄襲2005年12月《品質月刊》的文圖，文字相似度達到94.1%。
王鴻薇於7月28日再次公開宣布，她接獲一份檢舉，表明2008年10月一場在北京舉辦的國際研討會上，王明郎與另外兩名汪姓、鍾姓他校研究生，以"Applying TCSI model to evaluate the stakeholder's satisfaction nearby Hsinchu Science Industrial Park"（中譯為〈應用TCSI模型評估新竹科學工業園區附近利害關係人滿意度〉）為題發表英文論文，林智堅和其論文指導教授賀力行未列名其中。經比對，在北京發表的論文，和林智堅與王明郎、賀力行聯名在中華大學研討會發表的完全相同，只是把論文「中翻英」，論文的圖表內容一樣，順序相同，所有結論數字也完全一致。

### 林智堅回應
林智堅回應，他自身有參與這份竹科委託研究，還曾與賀力行、王明郎共同發表同名的研討會論文。他認為自己的行為不是抄襲，賀力行、王明郎也出具書面聲明為他背書。對此，王鴻薇在出具中華大學交給竹科管理局的計畫申請書，依照計畫申請書上的人力分配，架構規劃是由王明朗負責，調查分析是由王明朗和賀力行負責，報告則是由王明朗和李友錚負責撰寫，林智堅是無薪的研究助理負責「協助執行調查」，故王鴻薇認定林智堅「只是幫忙發問卷」而不是原創者，並指出竹科期末報告書封面就寫明主持人是「李友錚博士、王明郎博士」，沒有林智堅。
7月24日，林智堅與立委鄭運鵬召開記者會，以時間軸順序表示自己在中華大學科管所的碩論著作權歸屬也是他的研究歷程。
另外，林智堅還在7月6日，委任律師赴新竹地檢署，控告檢舉人王鴻薇涉嫌《刑法》加重诽谤罪，經移轉至臺北地檢署管轄後，北檢給予不起訴處分。王鴻薇則反控林智堅誣告，北檢尚在偵查中。

### 學術審議與結果
審定過程中，林智堅曾經出席說明一次。
8月24日，中華大學公布審議結果，認定林智堅抄襲，所涉情節重大，違反學術倫理，撤銷林智堅碩士學位，也致函國家圖書館，將送存的林智堅論文下架。聲明中提及，林智堅碩士論文的指導教授賀力行與口試委員李友铮，分別為竹科計畫共同主持人及計畫主持人，對其碩士論文與計畫結案報告高度雷同卻不查，明顯有疏失，將送教評會檢討。
林智堅於10月初向教育部就中華大學撤銷其學位的行政處分提起訴願。經過訴願審議委員會的審理，教育部在2023年1月19日以《臺教法(三)字第1110094222號訴願決定書》駁回林智堅提出的訴願案，認為中華大學是依規處分，撤銷林智堅碩士學位並無違誤。林智堅也於2023年2月14日在他個人的 Facebook 粉絲專頁表示道歉，就中華大學撤銷他學位的處分，尊重教育部訴願審議委員會的決議，不再提起行政訴訟。

### 著作權問題
凌濤與國民黨台北市議員參選人楊植斗，7月6日前往台北地檢署，告發林智堅違反《著作權法》。王鴻薇也向台北地檢署告發林智堅及其指導教授等人違反著作權法。
依照新竹科學園區管理局與中華大學的契約，結案報告的著作財產權歸屬於竹科管理局，該局7月6日晚間聲明將函請中華大學提出說明。 管理局也公開表示，無人申請該份結案報告的使用授權。竹科管理局與中華大學雙方多次來往公函討論。於2022年12月30日，竹科管理局向臺灣新竹地方法院提起林智堅違反著作權法的民事訴訟，並於2023年1月3日向臺灣新竹地方檢察署提出違反著作權法的刑事告訴。

## 臺灣大學論文

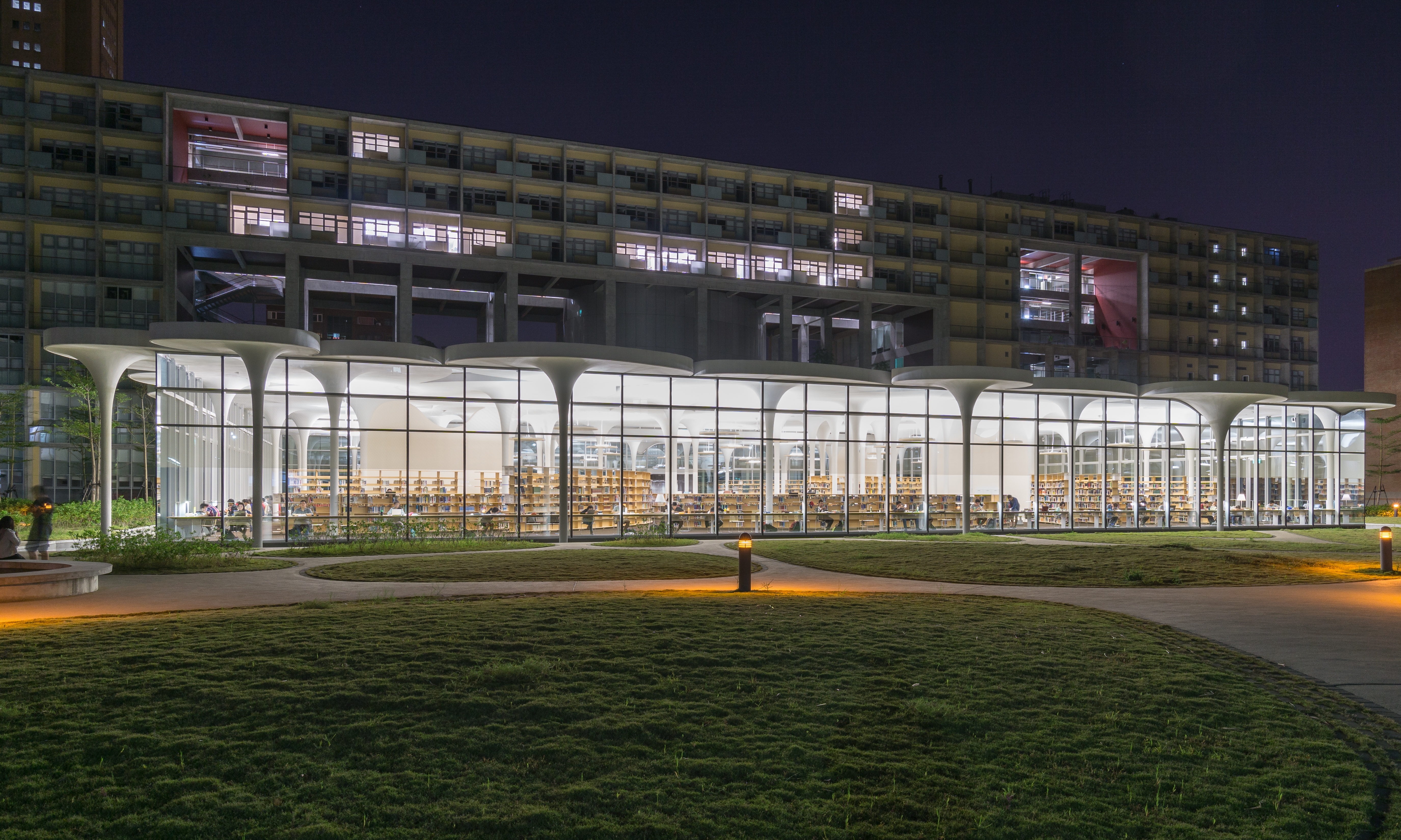
國立臺灣大學社會科學院

### 提出檢舉
7月5日，媒體從業者黃揚明、台灣大學國家發展研究所退休教授杜震華等人公開表示，林智堅在臺大國家發展研究所撰寫的碩士學位論文《三人競選之中槓桿者的政治社會基礎及其影響：以2014新竹市長選舉為例》涉嫌抄襲另名國家發展研究所研究生余正煌的碩士論文。隔日，徐巧芯發送正式信函給國立臺灣大學，具名檢舉林智堅論文涉嫌抄襲余正煌論文。

### 回應與反駁
林智堅與其指導教授陳明通提出了一些回應，主張林智堅論文是原創的，並沒有抄襲余正煌的論文。
数据使用
林智堅的指導教授陳明通於7月5日提到：余正煌學位論文所使用的民調数据，是林智堅競選辦公室內部民調問卷的結果，經過林智堅同意後，由陳明通提供給余正煌，作為研究素材。余正煌在論文的致謝詞，也有提到他研究的数据是由林智堅提供。陳明通認為，「林智堅和余正煌雙方都沒有抄襲」，因為林余兩人的論文基於同一次選舉、同一組問卷所蒐集的數據，外界質疑文字相似、語法相同的部分是「操作性定義」，當然會完全一樣，不能認為是「抄襲」。
完成時序
檢舉人主張，余正煌進行論文口試的時間比林智堅早，因此從時序上言，余正煌較早完成論文。並且，林智堅的碩士論文有引註余正煌的碩士論文作為參考資料。
林智堅方面則表示，自己的論文是先於余正煌寫作，並提出 (1) 指導教授陳明通在2016年2月1日批閱後，寄給林智堅秘書楊玲宜的研究計畫電子郵件、 (2) 余正煌3月8日才完成的研究計畫，作為佐證。林智堅的臺大碩論指導教授陳明通亦表示當初是余正煌因為一開始寫的碩士論文計畫不理想，想換題目，遂與其聯絡。陳明通在徵得林智堅的同意後將林智堅的論文初稿作為示範、建議，提供給余參考，但並未告知余正煌那是林智堅的初稿。雙方論文有所雷同（例如：錯字）處，均有先出現在2月1日林智堅的研究計畫中。
余正煌回應，自己到2022年事件爆發時，都沒看過林智堅的論文。
其它
林智堅的律師在7月28日說，林智堅的論文是原創的，而雙方都沒有抄襲，會雷同是因為陳明通的教學和指導論文寫作的方式相似。余正煌的律師對於林智堅說自己是原創的說法，表示林智堅的說法政治上是原創，學術上就是抄襲。
林智堅的律師另外主張，因為研究較合理，故林智堅論文的論文為原創：林智堅將「棄保」蔡仁堅的民調數據，作為研究依變項，以證明三腳督現象；余正煌研究未設定依變項，卻仍有敘述依變項的段落。再者，林智堅假設選民會因為高學歷支持蔡仁堅，但使用同樣數據的余正煌則假設選民會支持林智堅，但林智堅學歷並未較高，余正煌的研究邏輯有所矛盾。余正煌的律師對此則回應，余正煌論文寫作時間較短，難免有所瑕疵。
林智堅的律師還主張，林、余二人的碩士論文都提到在民調中「我們進一步追問」，而民調數據來自林的競選團隊，使用第一人稱是合理的，但余正煌使用的是他人資料，使用「我們」較奇怪。余正煌的律師對此則回應，余正煌論文寫作時間較短，難免有所瑕疵。
就用詞部分，余正煌的委任律師也提及，林、余二人都將許明財的學歷「多明尼肯大學」誤寫為「多明尼克肯大學」，而且都寫到林智堅是「準碩士」。余正煌可以清楚說出，學歷標示錯誤的原因是直接引用中國國民黨官網上錯誤的資料，稱呼林智堅「準碩士」則是因為不知道林智堅有中華大學碩士學位。律師質疑，如果林智堅論文是自行完成，不應該稱呼自己是準碩士。律師還說，林、余二人論文某一相同段落，余正煌有引註參考文獻，林智堅卻沒有。就該段落而言，林智堅就算不是抄余正煌，也是抄襲其他研究者的成果。

### 學術審議與結果
台大在7月6日聲明收到檢舉，將在2個月內完成審定。該校收到的檢舉包含林智堅抄襲余正煌、余正煌抄襲林智堅、兩人互相抄襲三種。依校內規則，社會科學院在7月17日組成審定委員會，由時任院長蘇宏達擔任召集人，依據檢舉人提供給委員會的資料，與被檢舉人向委員會提出的答辯資料審定（但不含當事人未提交委員會，在其他地方發表的資料）。
開始調查後，蘇宏達在致院內師生的電子郵件當中提到這起學術不端事件是「醜聞」，林智堅認為蘇宏達「未審先判」，申請命蘇宏達迴避審定，但委員會在27日召開的會議上，駁回了林智堅關於蘇宏達迴避的申請。
臺灣大學透過比對軟體，比較二人論文結果相似度超過40％，經討論後採取逐段比對討論的實質審查，並請關係人赴會議說明。委員會邀請林智堅（3次）、指導教授陳明通（3次）、余正煌（2次）說明，前二者均未到場，余正煌僅赴會1次。林智堅方面表示，他認為召集人蘇宏達對他有偏見，所以只呈遞書面聲明，拒絕到場。經過委員會比對確認抄襲存在，而因兩篇論文高度雷同未適當引用，依照學術慣例，認定後發表者林智堅（2017年1月）抄襲了先發表者余正煌（2016年7月）。8月9日，國立臺灣大學召開記者會表示：委員會逐章、逐段、逐小節仔細比對兩本論文後，除了發現多處相同或雷同之外，且余正煌提出「2016年1月28日版本」草稿；確認余正煌論文並無抄襲情形，而是林智堅抄襲余的碩士論文，且情節嚴重，建議撤銷學位。教務處同意了審定報告的見解，並同意撤銷林智堅的碩士學位。同日臺灣大學發函國家圖書館，告知林智堅學位已撤銷，請求依教育部學位授予法第17條及該校博、碩士學位論文違反學術倫理案件處理要點第11點規定，下架其紙本及電子論文。
林智堅本人拒絕承認臺灣大學審定結果，在9月6日針對臺灣大學撤銷其學位的處分，向教育部提起訴願。不過，林智堅2023年2月14日在Facebook發文表示撤回此訴願，教育部也依法將此訴願案結案。另外，在台大確定撤銷學位後，錢怡君再公開指稱林智堅論文是由兩名助理代筆完成，惟台大回應既然被檢舉人的學位已經撤銷，審查標的已不存在不再審查。

#### 指導教授的問題

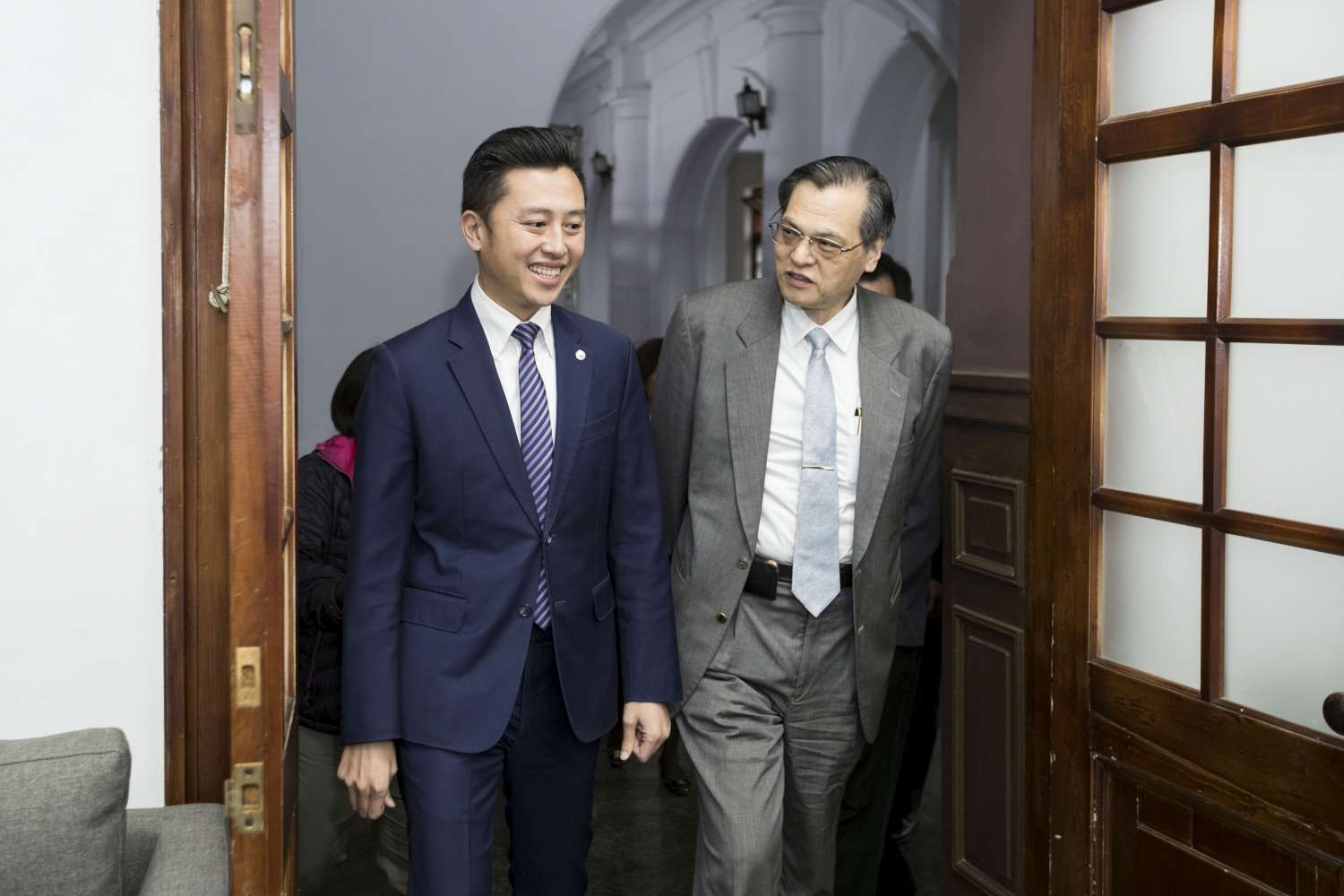
林智堅與指導教授陳明通

繼檢舉林智堅後，王鴻薇於2022年8月1日向教育部及臺灣大學具名檢舉林智堅的指導教授陳明通也涉嫌違反學術倫理。8月9日臺灣大學公布學術倫理事件審議結果時，同時表明陳明通作為指導教授「應清楚並提醒相關學倫規範」，有失職之嫌。學校接獲檢舉，將組成審定委員會調查及審定。對此，當時擔任國家安全局局長的陳明通透過友人轉述回應，如果台大針對他啟動調查，他將進行完整說明。
陳明通自111學年度（2022年8月開始）起不再應聘國家發展研究所教職，其教學生涯（1995年至2022年）中，至少指導173位碩、博士學生撰寫學位論文，包含林智堅、鄭文燦、潘孟安、高嘉瑜、郭國文、邱志偉、沈發惠等政要。在173位學生中，僅5位公開電子全文，被管理學者、國民黨立委賴士葆質疑是否害怕受到檢驗。
8月10日，無黨籍台北市議員鍾小平赴監察院檢舉陳明通，指陳明通威迫余正煌為論文事件扛責，甚至與余見面。他的檢舉內容有：陳明通顛倒是非，說資料是林智堅拿給余正煌，但台大證明林是抄襲；陳明通有五個學生論文題目都是研究香港的變遷，主體性、結構跟結論都一樣，陳明通一個題目給五個學生用。他建議陳明通公布170個指導學生的論文，把內容都上架到國家圖書館。

### 著作權問題
疑似被抄襲的對象、法務部調查局新竹市調查站調查官余正煌在9月29日提起刑事自訴，控告林智堅違反《著作權法》。經過臺灣臺北地方法院安排二人調解，他們兩人在2023年6月10日達成和解，只要林智堅捐款30萬元給公益團體，余正煌便同意撤回《著作權法》自訴，以及向臺北地方檢察署提起的妨害名譽告訴。因為余正煌向臺北地檢署撤回妨害名譽告訴，臺北地檢署也就此給予林智堅不起訴處分。

## 影響

### 學術倫理規範加嚴
國立臺灣大學於2022年7月6日宣布，當日起，所有碩博士生的學位論文必須通過文字相似度的原創性比對，方可離校。

### 衝擊選戰情勢
2022年中旬，林智堅宣布將代表民主進步黨參加桃園市長選舉。他的論文受到多人公開指控抄襲，而首名爆料者王鴻薇來自國民黨，爆料時間又在林智堅宣布參選後，事件成為當次競選活動的熱門議題。。如中國國民黨就批評林智堅違反學術倫理、喪失個人誠信，建議陳明通請辭國安局長、兼任黨主席的總統蔡英文公開道歉。
在民主進步黨內，同黨籍國會議員高嘉瑜認為林智堅論文疑雲與林智堅政府新竹球場爭議對北部參加當次九合一選舉的同黨參選者將有負面影響，造成「一屍五命」，因此有人建議撤換林智堅。在桃園當地為林智堅輔選的黨幹部、另外一名國會議員鄭運鵬則反對高嘉瑜的看法，並指責她「顯然沒有看過完整資料而沒有理解同黨同志」。
林智堅被臺灣大學宣布撤銷學位後的隔天，8月10日，民主進步黨主席蔡英文在黨內會議上說「我們願意相信智堅沒有抄襲」，並指示黨員相信林智堅，「我們要一起大聲跟大家說，林智堅沒有抄襲」。不過，8月12日，民進黨臨時召開選舉對策會議後，林智堅在記者會中表示主動退選，由輔選他的幹部鄭運鵬接手，參加桃園市長選舉。
在2022年九合一選舉中，民主進步黨受到極大挫敗。選後民進黨官方提出的檢討報告指出，林智堅論文抄襲事件爆發後，沒有及時妥當處理引起民眾不滿，倉促退選又影響年輕族群信賴，整起事件對選情有負面影響。